# Роберт Вудро Вільсон
Роберт Вудро Вільсон (англ. Robert Woodrow Wilson; нар. 10 січня 1936, Х'юстон США) — американський фізик і радіоастроном, лауреат Нобелівської премії з фізики 1978 року «за відкриття мікрохвильового реліктового випромінювання» (спільно з Арно Алланом Пензіасом).

## Біографія
Народився в Х'юстоні. В 1962 році отримав ступінь доктора філософії в Каліфорнійському технологічному інституті. Із 1963 року працює в Лабораторії Белл- Телефон (із 1976 року — керівник відділу). Студентом Вільсон вчився в університеті Райса. Аспірантуру Вільсон пройшов у Каліфорнійському технологічному інституті. Вільсон і Пензіас отримали медаль імені Генрі Дрейпера в 1977 році.

## Роботи
Роботи присвячені радіоастрономії та космічній фізиці, а саме — дослідженням Галактики та міжзоряних молекул за допомогою міліметрових радіохвиль.
Працюючи над новим типом антен в лабораторії Белла в Нью-Джерсі, Вільсон і Пензіас виявили джерело шумового сигналу в атмосфері, який вони не могли пояснити. Після усунення всіх потенційних джерел шуму, включаючи посліди голубів на антені, шум довелося визнати мікрохвильовим реліктовим випромінюванням (Нобелівська премія, 1978). Це відкриття підтвердило модель «гарячого Всесвіту» вперше теоретично розроблену Джорджом Гамовим в 1956 році. Відкрив в 1973 році космічний дейтерій, визначив його розповсюдженість у Всесвіті.